# Aleksandr Albrekht
Aleksandr Ivanovitch Albrekht (en russe : Александр Иванович Альбрехт), né le 3 novembre 1788, mort le 15 août 1828.
Au cours des Guerres napoléoniennes, il fut l'un des commandants de l'Armée impériale de Russie.

## Biographie
Aleksandr Ivanovitch Albrekht issu de la noblesse saint-pétersbourgeoise était le fils d'un colonel en service dans le régiment Semionovski. Le 12 mars 1803, il commença sa carrière militaire dans un régiment de cavalerie. Le 2 décembre 1805, au grade de cornette, il fut placé à la tête d'un escadron, au cours de la bataille, blessé à la tête et au bras par un sabre, il fut capturé. En décembre 1809, promu capitaine, il fut transféré dans le régiment de dragons de la Garde de Son Altesse Impériale la grande-duchesse Maria Pavlovna. Le 11 octobre 1811, il fut élevé au grade de colonel.
En 1812, le colonel Albrekht commanda un régiment de cavalerie composé d'escadrons de réserve de dragons, de lanciers et de hussards. Du 18 octobre au 20 octobre 1812, au cours de la seconde bataille de Polotsk, qui vit la victoire des Russes sur les troupes franco-bavaroises du maréchal Gouvion Saint-Cyr. le régiment du colonel s'empara de douze fusils, mais Albrekht fut blessé à la main droite. Le 23 décembre 1812, on lui décerna l'ordre de Saint-Georges (4e classe). Au cours du franchissement de la Bérézina par la Grande Armée, Albrecht participa activement au harcèlement des troupes napoléoniennes.
Au cours de la Guerre de la Sixième Coalition, à la tête d'un escadron de dragons, Aleksandr Ivanovitch Albrekht s'illustrera aux batailles de Lützen, Bautzen (où il fut blessé au côté droit) et Leipzig.
Albrekht fit la Campagne de France de 1814, il prit part à de nombreuses batailles, dont la Fére-Champenoise où avec son escadron de cavalerie il contribua à la défaite des troupes françaises.
Le 10 mai 1814, Aleksandr Ivanovitch Albrekht est promu major-général. Le 10 mai 1816, il fut placé à la tête de la 1re brigade de la 3e division de cuirassiers. En 1823, il fut nommé commandant de la cavalerie de la garde en Pologne.

## Décès
Aleksandr Ivanovitch Albrekht victime de l'épidémie de peste sévissant en Europe centrale, meurt le 15 août 1828.

## Distinctions
- 23 décembre 1812 : Ordre de Saint-Georges (4e classe) ;
- 1814 : Ordre de Sainte-Anne (1re classe) ;
- Ordre militaire de Maximilien Joseph de Bavière (3e classe) ;
- Ordre du Mérite prussien ;
- Ordre de Saint-Stanislas[2].